# Разумихин, Пётр Иванович
Пётр Ива́нович Разуми́хин (1812—1848) — русский художник, литограф, портретист, пейзажист.

## Биография
Пётр Иванович Разумихин родился в 1812 году в семье учителя Русского Уездного Училища в Ревеле. Умер в 1848 году.

## Творчество

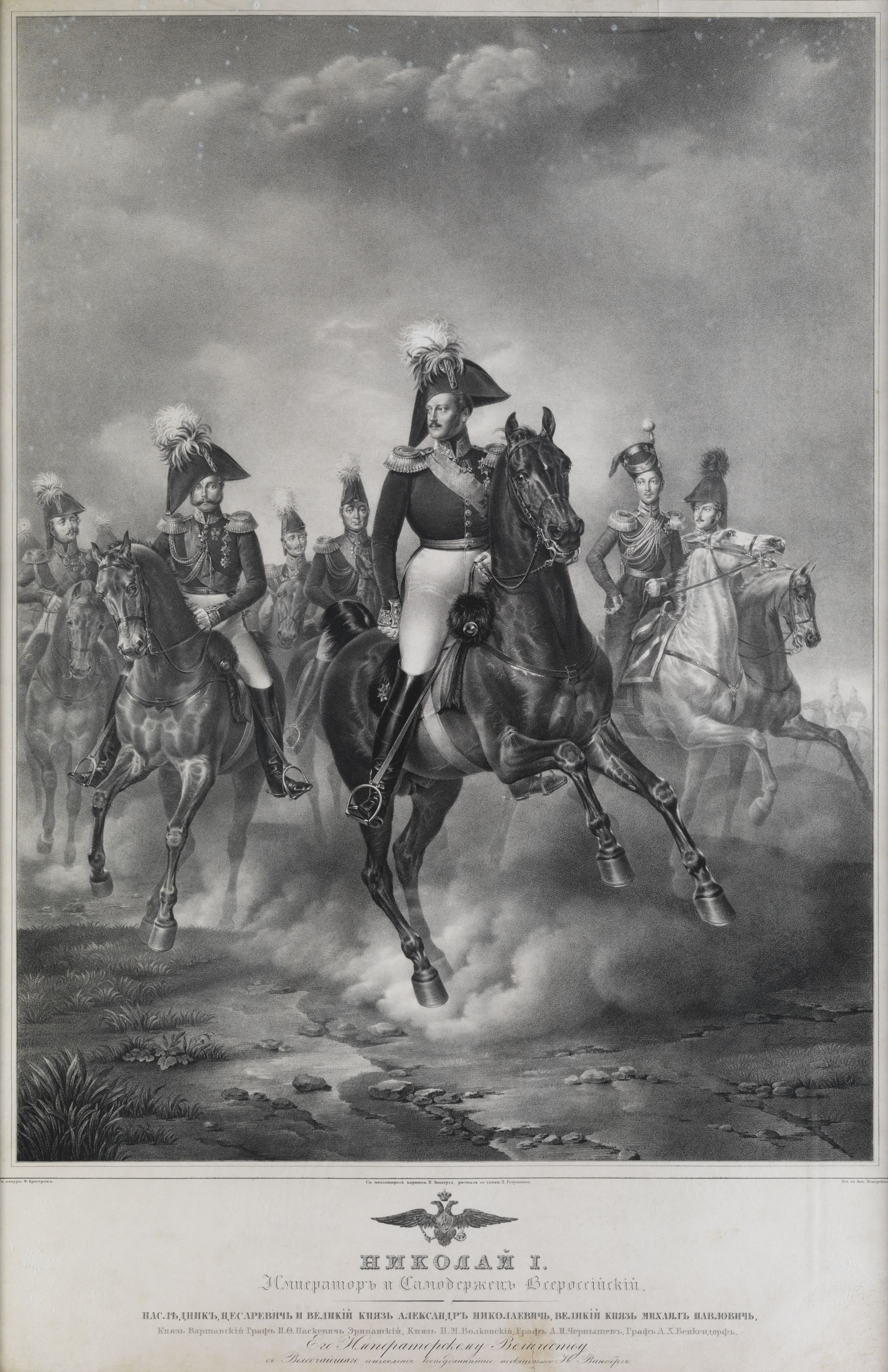
Император Николай I с окружением. Литография по оригиналу Ф. Крюгера

Художник стал известен благодаря большой литографии с картины К. П. Брюллова «Последний день Помпеи», «отличающаяся замечательною верностью в передаче оригинала». Это объясняется современниками тем, что когда Разумихин создавал свой рисунок в 1839 г. в Эрмитаже, то к нему часто заходил сам Брюллов, поправлял его рисунок, даже рисовал целые головы. Известны еще его портреты: графа С. Ф. Апраксина; графа A. Хр. Бенкендорфа; И. Ф. Буша; князя С. С. Гагарина; К. К. Мердера; графа В. В. Орлова-Денисова; барона К. Притвица; Сакса; Л. А. Симанского; Г. И. Угрюмова; Тальони и А. З. Хитрово, девять листов в издании «Живописный Карамзин, или Русская история в картинах» по рисункам Б. Чорикова (1836—1844), издательства К. Прево. СПб. 1836 г.; «Атлас к путевым запискам Давыдова по Ионическим островам Греции, Малой Азии и Турции» (СПб., 1840); «Живописная Россия» В. Филимонова и другие.